# Phil Jones
Philip Anthony Jones (Preston, Inglaterra, Reino Unido, 21 de febrero de 1992), más conocido como Phil Jones, es un exfutbolista británico que jugaba de defensa.

## Trayectoria

### Blackburn Rovers
Phil, a los 11 años de edad, se unió a la academia del Blackburn Rovers en 2002. Luego de haber trascendido en el equipo juvenil en su primera temporada, Phil rápidamente se estableció en el equipo de reservas. En la temporada 2009-10, Phil fue promovido al primer equipo, firmando un contrato profesional con una duración de 2 años. También se le asignó el dorsal #28.
Su debut como profesional sería el 22 de septiembre de 2009 en un partido de Copa de la Liga ante el Nottingam Forest, en donde Phil disputó todo el encuentro. Al final, su equipo se impuso por 1-0, y Phil fue elegido el Jugador del Partido. Luego, su debut como titular en la Premier League sería el 21 de marzo de 2010 en el empate a 1-1 entre el Blackburn y el Chelsea FC. Para el final de la temporada 2009-10, Phil había disputado 9 encuentros con el Blackburn en la liga. El 4 de mayo de 2010, Phil renovó su contrato con el Blackburn hasta 2015.
Phil comenzó la temporada 2010-11 jugando como centrocampista defensivo y siendo titular en la mayoría de sus partidos, antes de sufrir una lesión en la rodilla el 18 de diciembre de 2010 en un partido ante el West Ham United, luego de haber entrado de cambio al minuto 57 por Christopher Samba para luego ser sustituido diez minutos después por Grant Hanley. Dicha lesión lo mantuvo fuera de las canchas durante 5 meses. Sin embargo, el 15 de febrero de 2011, seis días antes de su cumpleaños, Phil firmó otra extensión de contrato por un año, la cual lo mantendría en el club hasta 2016. Su regreso a las canchas sería el 19 de marzo de 2011 en el empate a 2-2 ante el Blackpool FC, luego de haber entrado de cambio en el minuto 59 por Brett Emerton.

### Manchester United
El 13 de junio de 2011, Phil fue contratado por el Manchester United, firmando un contrato de 5 años. El monto del traspaso fue de 19 millones de euros. Su debut con el Manchester sería en la Community Shield frente al Manchester City el 7 de agosto de 2011, al haber entrado de cambio al medio tiempo por Rio Ferdinand. En dicho encuentro, el Manchester se llevó la victoria por 3-2, consiguiendo Phil de esta forma su primer título en su carrera. Luego, una semana después, Phil hizo su debut en la Premier League en la victoria por 2-1 sobre el West Bromwich Albion el 14 de agosto de 2011, al haber sustituido nuevamente a Ferdinand al minuto 75. En el siguiente encuentro ante el Tottenham Hotspur, Phil fue titular y ayudó a su equipo a llevarse la victoria por 3-0. También fue titular en la victoria por 8-2 sobre el Arsenal F. C. el 28 de agosto de 2011. El 14 de septiembre de 2011, Phil hizo su debut en la Liga de Campeones en el empate a 1-1 frente al SL Benfica, al haber entrado de cambio en el minuto 78 por Fábio da Silva.
En los años siguientes sus títulos más destacados con el club fueron la Premier League 2012-13 y la Liga Europa de la UEFA 2016-17, donde no tuvo una aportación determinante. A nivel personal su año más destacado fue la temporada 2013-14, donde logró tres goles en treinta y nueve partidos.
Dejó el club después de doce años al finalizar la temporada 2022-23. Durante ese tiempo disputó 229 partidos, ninguno en el último año por problemas físicos, y consiguió anotar seis goles. En septiembre regresó a la entidad para trabajar en la academia mientras se sacaba la licencia de entrenador e iniciaba un curso de dirección deportiva.

## Selección nacional
Phil ha sido internacional con la selección de Inglaterra sub-19 y sub-21.

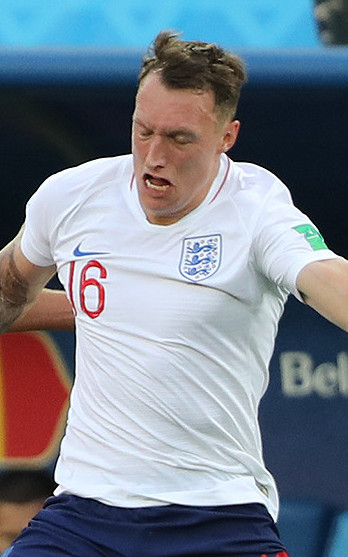
Jones jugando con en la Copa Mundial de Fútbol de 2018.

El 7 de octubre de 2011 hizo su debut como internacional en un partido clasificatorio ante Montenegro.
Fue convocado para la Eurocopa 2012, aunque no llegó a debutar. El 12 de mayo de 2014, Jones fue incluido por el entrenador Roy Hodgson en la lista final de 23 jugadores que representarían a Inglaterra en la Copa Mundial de Fútbol de 2014. Fue titular en el tercer encuentro de la fase de grupos ante Costa Rica.
El 16 de mayo de 2018, Gareth Southgate lo incluyó en la lista de 23 para participar en la Copa Mundial de Fútbol de 2018. Fue titular en los dos encuentros, fase de grupos y final de consolación, disputados ante Bélgica.

### Participaciones en Copas del Mundo
| Mundial         | Sede   | Resultado     |
| --------------- | ------ | ------------- |
| Mundial de 2014 | Brasil | Primera fase  |
| Mundial de 2018 | Rusia  | Cuarto puesto |

## Estadísticas

### Clubes
Actualizado al último partido disputado el 2 de mayo de 2022.
| Club                               | Div.          | Temporada     | Liga  | Liga  | Copas nacionales | Copas nacionales | Copas internacionales | Copas internacionales | Total | Total |
| Club                               | Div.          | Temporada     | Part. | Goles | Part.            | Goles            | Part.                 | Goles                 | Part. | Goles |
| ---------------------------------- | ------------- | ------------- | ----- | ----- | ---------------- | ---------------- | --------------------- | --------------------- | ----- | ----- |
| Blackburn Rovers F. C. Inglaterra  | 1.ª           | 2009-10       | 9     | 0     | 3                | 0                | —                     | —                     | 12    | 0     |
| Blackburn Rovers F. C. Inglaterra  | 1.ª           | 2010-11       | 26    | 0     | 2                | 0                | —                     | —                     | 28    | 0     |
| Blackburn Rovers F. C. Inglaterra  | Total club    | Total club    | 35    | 0     | 5                | 0                | —                     | —                     | 40    | 0     |
| Manchester United F. C. Inglaterra | 1.ª           | 2011-12       | 29    | 1     | 3                | 0                | 9                     | 1                     | 41    | 2     |
| Manchester United F. C. Inglaterra | 1.ª           | 2012-13       | 17    | 0     | 4                | 0                | 3                     | 0                     | 24    | 0     |
| Manchester United F. C. Inglaterra | 1.ª           | 2013-14       | 26    | 1     | 5                | 1                | 8                     | 1                     | 39    | 3     |
| Manchester United F. C. Inglaterra | 1.ª           | 2014-15       | 22    | 0     | 2                | 0                | —                     | —                     | 24    | 0     |
| Manchester United F. C. Inglaterra | 1.ª           | 2015-16       | 10    | 0     | 1                | 0                | 2                     | 0                     | 13    | 0     |
| Manchester United F. C. Inglaterra | 1.ª           | 2016-17       | 18    | 0     | 5                | 0                | 3                     | 0                     | 26    | 0     |
| Manchester United F. C. Inglaterra | 1.ª           | 2017-18       | 23    | 0     | 2                | 0                | 0                     | 0                     | 25    | 0     |
| Manchester United F. C. Inglaterra | 1.ª           | 2018-19       | 18    | 0     | 3                | 0                | 3                     | 0                     | 24    | 0     |
| Manchester United F. C. Inglaterra | 1.ª           | 2019-20       | 2     | 0     | 3                | 1                | 3                     | 0                     | 8     | 1     |
| Manchester United F. C. Inglaterra | 1.ª           | 2020-21       | 0     | 0     | 0                | 0                | 0                     | 0                     | 0     | 0     |
| Manchester United F. C. Inglaterra | 1.ª           | 2021-22       | 4     | 0     | 1                | 0                | 0                     | 0                     | 5     | 0     |
| Manchester United F. C. Inglaterra | 1.ª           | 2022-23       | 0     | 0     | 0                | 0                | 0                     | 0                     | 0     | 0     |
| Manchester United F. C. Inglaterra | Total club    | Total club    | 169   | 2     | 29               | 2                | 31                    | 2                     | 229   | 6     |
| Total carrera                      | Total carrera | Total carrera | 204   | 2     | 34               | 2                | 31                    | 2                     | 269   | 6     |

### Resumen estadístico
| Competición           | Partidos | Goles |
| --------------------- | -------- | ----- |
| Premier League        | 200      | 2     |
| Copas nacionales      | 33       | 2     |
| Copas internacionales | 31       | 2     |
| Inglaterra            | 27       | 0     |
| Total                 | 291      | 6     |

## Palmarés

### Títulos nacionales
| Título           | Club                    | País       | Año     |
| ---------------- | ----------------------- | ---------- | ------- |
| Community Shield | Manchester United F. C. | Inglaterra | 2011    |
| Premier League   | Manchester United F. C. | Inglaterra | 2012-13 |
| Community Shield | Manchester United F. C. | Inglaterra | 2013    |
| FA Cup           | Manchester United F. C. | Inglaterra | 2015-16 |
| Copa de la Liga  | Manchester United F. C. | Inglaterra | 2016-17 |
| Copa de la Liga  | Manchester United F. C. | Inglaterra | 2022-23 |

### Títulos internacionales
| Título                 | Club                    | Sede  | Año     |
| ---------------------- | ----------------------- | ----- | ------- |
| Liga Europa de la UEFA | Manchester United F. C. | Solna | 2016-17 |